# Cadmiumfarben

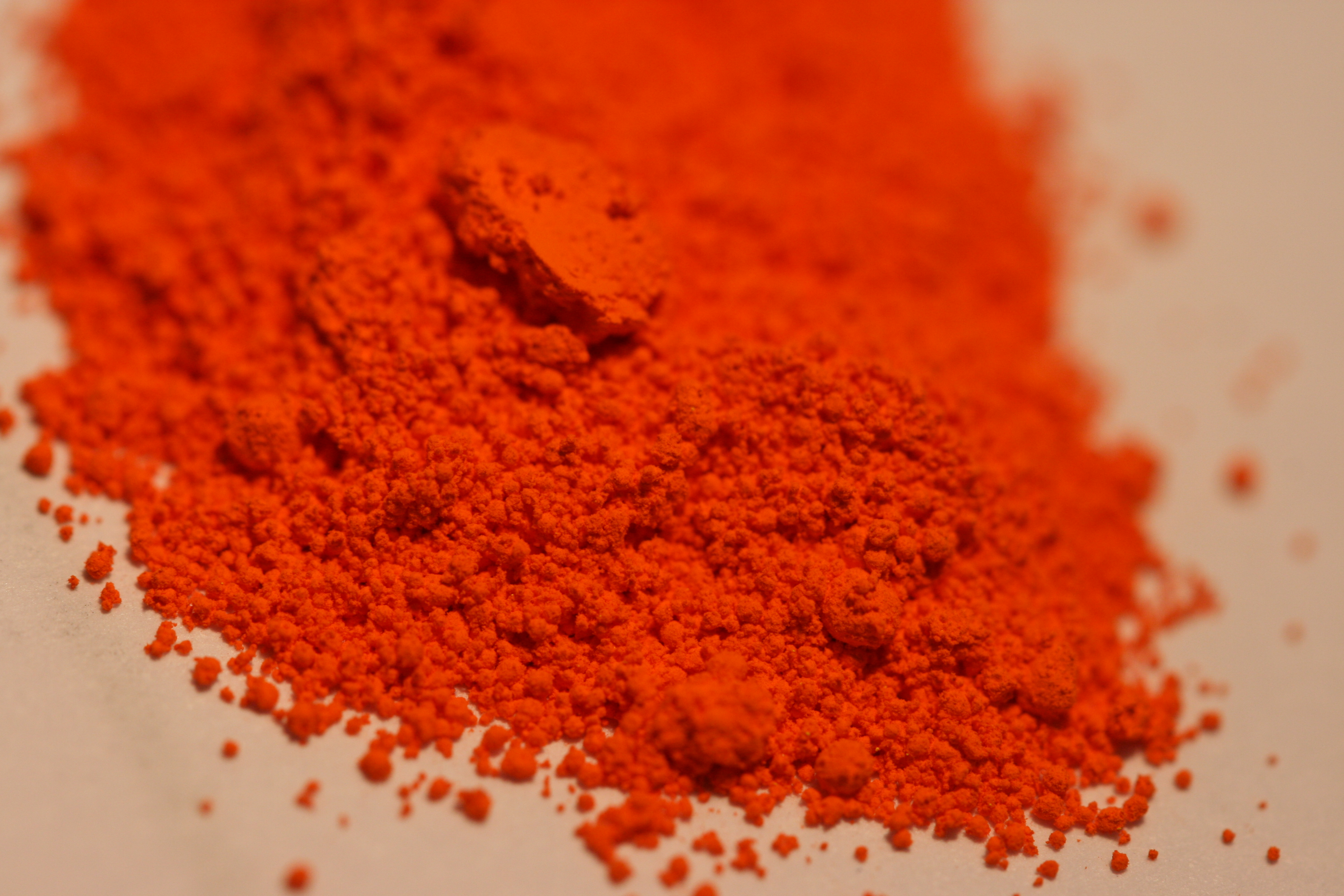
Cadmiumorange-Pigment

Cadmiumfarben ist eine Sammelbezeichnung für gelbe, orange bis rote Pigmente. Cadmiumgelb bestand früher aus Cadmiumsulfid. Die von der Industrie entwickelten "modernen" (1925) Cadmiumpigmente bestehen aus Mischkristallen mit wechselnden Anteilen von Cadmium oder Zink mit Schwefel oder Selen. Für Anstrich- und Bauzwecke dürfen Cadmiumpigmente nicht eingesetzt werden. Auch das Färben von Kunststoffen mit Cadmiumpigmenten ist verboten. Als Künstlerfarben oder zum Restaurieren von Gemälden sind sie erlaubt.
Die heutigen Cadmiumpigmente sind nach dem GHS-System der EU nicht als Gefahrstoff eingeordnet.
Sie haben ein deutlich geringeres toxisches Potenzial als andere Cadmiumverbindungen. Sie sind in Wasser nicht löslich und chemisch sehr beständig. Beim starken Erhitzen oder Verbrennen setzen sie aber das stark toxische Cadmiumoxid frei. Reste müssen als Sondermüll entsorgt werden, weil Cadmiumverbindungen generell nicht in die Umwelt gelangen dürfen.
Cadmiumpigmente sind farbstark, sehr lichtecht und wetterfest. Im Besonderen sind sie thermisch stabil (hitzefest) und gegen Reduktionsmitteln resistent. Organische Pigmente wie die Diketopyrrolopyrrol-Pigmente stellen für Künstlerfarben auf Wasserbasis keinen Ersatz dar, da diese nur schwer mit Wasser benetzbar sind.
Obwohl mit Greenockit (Cadmiumblende, CdS) ein Mineral natürlich vorkommt, ist dessen Verwendung als Malmittel nicht erwiesen. Nach der Entdeckung von Cadmiumgelb durch Friedrich Stromeyer 1818 wurden Cadmiumfarben erst in den 1920er Jahren produziert (Bayer 1925). Sie dienten als Ersatz für das toxische Chromgelb (Blei(II)-chromat PbCrO4) und seinem Derivat Chromrot, aber auch für den Zinnober (Cinnabarit).